# Xã City, Quận Barton, Missouri
Xã City (tiếng Anh: City Township) là một xã thuộc quận Barton, tiểu bang Missouri, Hoa Kỳ. Năm 2010, dân số của xã này là 4.532 người.